# Tropidopolinae
Sous-famille
Les Tropidopolinae sont une sous-famille d'insectes orthoptères de la famille des Acrididae.

## Distribution
Les espèces de cette sous-famille se rencontrent en Afrique, en Asie et en Europe du Sud.

## Systématique
La sous-famille des Tropidopolinae a été créée en 1905 par l'entomologiste russe Gueorgui Jacobson (1871–1926) dans une publication coécrite avec le zoologiste russe Valentin Bianchi (1857-1920).

## Liste des genres
Selon Orthoptera Species File (22 juillet 2018) :
- tribu Tristriini Mistshenko, 1945
  - genre Tristria Stål
  - genre Tristriella Descamps & Wintrebert, 1967
- tribu Tropidopolini Jacobson, 1905
  - genre Tropidopola Stål
- tribu intéterminée
  - genre Afroxyrrhepes Uvarov, 1943
  - genre Chloroxyrrhepes Uvarov, 1943
  - genre Dabba Uvarov, 1933
  - genre Homoxyrrhepes Uvarov, 1926
  - genre Mesopsilla Ramme, 1929
  - genre Musimoja Uvarov, 1953
  - genre Petamella Giglio-Tos, 1907
  - genre Pseudotristria Dirsh, 1961

## Publication originale
- Jacobson & Bianchi, 1905 : « Orthopteroid and Pseudoneuropteroid Insects of Russian Empire and adjacent countries ». Priamokrylyia i lozhnostchatokrylyia Rossiiskoi imperii, p. 1–952.